# Oddělení zámeckých knihoven Knihovny Národního muzea
Oddělení zámeckých knihoven Knihovny Národního muzea je oddělení Knihovny Národního muzea vzniklé roku 1954. Vznik byl důsledkem státních snah řešit správu po roce 1945 konfiskovaných zámeckých, hradních a palácových knihovních fondů. Zprvu knihovny procházely podobných osudem jako ostatní státní kulturní majetek a o odbornou a hmotnou správu se vesměs starala Národní kulturní komise, po zániku NKK došlo k reformě v oblasti správy knihoven, v roce 1954 (výnosem ministerstva kultury 26727/1954 ze dne 4. června 1954) byla svěřena odborná správa všech knihoven, po zániku Státní památkové správy pak došlo při delimitaci majetku k rozlišení mezi instalovanými knihovnami a svozovými knihovnami – instalované knihovny zůstaly v hmotné správě spolu s objektem a svozové převzalo do hmotné správy oddělení zámeckých knihoven. Tento stav pokračuje i po roce 1989, po restitucích knihoven oddělení spolupracuje i se soukromými vlastníky zámeckých knihoven.
Vedoucí oddělení byli Bohumír Lifka, Pravoslav Kneidl, Jitka Šimáková, Petr Mašek a Radim Němeček.

## Historie
Po roce 1945 sérií konfiskací získal stát téměř všechny zámecké knihovny v českých zemích. Po živelném vývoji v roce 1945 došlo k vytvoření Národní kulturní komise, která uzavřela dohodu s Národním pozemkovým fondem a Fondem národní obnovy, že knihovny bude jako celky přebírat a prohlašovat za státní kulturní majetek spolu s knihovními skříněmi. U objektů první kategorie zůstávaly knihovny vesměs na svém místě, u knihoven objektů, které nebyly určeny ke kulturnímu užití, došlo k přesouvání. Přesunuté knihovny byly ukládány s dalším svozovým kulturním majetkem do svozových míst (sběren). V těchto prvních letech odobrný dohled nad přebíráním konfiskovaných knihoven vykonávaly univerzitní knihovny (Národní a univerzitní knihovna v Praze, knihovna v Olomouci).
Sice se počítalo, že některé velké celky převezmou další velké vědecké instituce jako celky, tak nakonec bylo realizováno (po několika špatných zkušenostech) drobnější výběrů podle tematických skupin, které byly předávány státním institucím pro doplnění jejich knihoven (plány a mapy pro Státní mapovou sbírku, numismatickou literatura pro Národní muzeum apod.), méně hodnotný knižní materiál pak určen k antikvariátnímu prodeji a do sběru papíru.
V roce 1950 byla ustanovena komise s cílem určovat vybraný materiál dalším institucím, ale neprojevovala příliš velkou činnost. Dne 11. února 1952 byla vydána směrnice o třídění knižního materiálu ve sběrnách na státních zámcích. V té byl stanoven požadavek na vyjmutí neknižního materiálu z celistvých knižních fondů (archiválií a písemností, fotek, grafik ad.).
Ke změně došlo v roce 1954, kdy výnosem ministerstva kultury 26727/1954 ze dne 4. června 1954 byl odborný dohled nad správou všech knihoven (které byly stále z větší části státním kulturním majetkem ve správě o rok dříve zřízené Státní památkové správy) svěřen knihovně Národního muzea. To je považováno za základ vzniku zvláštního oddělení zámeckých knihoven, na prvotním formování se podílel zejména knihovník Náprstkova muzea Bohumír Lifka.
Změny i v oddělení zámeckých knihoven přinesl zákon o kulturních památkách, byla zrušena SPS a státní kulturní majetek musel být delimitován, k ní byla vydána instrukce ministerstva školství 22131/1959 z 13. května 1959. Podle ní v oblasti zámeckých knihoven měla být hmotná správa instalovaných knihoven předána spolu s objekty národním výborům, ale svozové knihovny (fyzicky vesměs vyrovnané v hromadách) měly být předány oddělení zámeckých knihoven. V následujících letech si pracovníci oddělení přesouvaly knihovny do vlastních depozitářů.
Oddělení se týkalo i usnesení č. 270/1974 a vedení evidence knihoven.

## Poslání
Činnost oddělení vycházelo z požadavku výnosu ministerstva, podle kterého mělo za úkol shromažďovat informace o zámeckých knihovnách v Čechách, na Moravě a ve Slezsku, zajišťovat jejich zpracování a vědecké využití. Jedná se přibližně o 350 samostatných historických knihovních fondů (nejsou to jen zámecké knihovny v úzkém slova smyslu, jsou to i hradní, palácové, klášterní, případně i některé další velké konfiskované knihovny) o přibližném počtu 1700000 svazků knih. Přibližně 190 historických knihovních fondů má Národní muzeum v přímé správě, po roce 1989 asi 40 fondů bylo restituováno a je soukromým majetkem. Po Národním muzeu je největším vlastníkem (správcem státního majetku) Národní památkový ústav se svými instalovanými knihovnami čítající kolem 600000 svazků dohromady. Mezi další správce patří akademie věd, archivy, muzea.